# Cueva des Combarelles
Les Combarelles es un yacimiento arqueológico de época paleolítica situado en el municipio de Les Eyzies-de-Tayac-Sireuil en el departamento de la Dordoña, al suroeste de Francia. Fue declarado Patrimonio de la Humanidad por la Unesco en el año 1979, formando parte del lugar «Sitios prehistóricos y grutas decoradas del valle del Vézère» con el código 85-009.
Se trata de una gruta o cueva con arte parietal, en concreto más de 600 grabados atribuidos a la época Magdaleniense.
Por razones de conservación, el número de visitantes está limitado, pero la gruta de Combarelles aún está abierta a la visita en grupos de 6 personas.